# Psychobiologie
Als Psychobiologie  wird eine fächerübergreifende Forschungsrichtung bezeichnet, die aus dem Blickwinkel der Biologie und unter Einbeziehung von Erkenntnissen aus dem Gebiet der Psychologie den Zusammenhang von Gehirn und Verhalten, von Körper und Geist untersucht. Die Psychobiologie greift daher u. a. zurück auf Erkenntnisse von Neurobiologie und Physiologie, Verhaltensbiologie und Evolutionsforschung, Genetik und Molekularbiologie,  Ethnologie und Kybernetik sowie Kognitionsforschung und Philosophie.
Thematisch überschneidet sich die Psychobiologie mit der Biopsychologie, die aus dem Blickwinkel der Psychologie das Zusammenspiel von Gehirn und Verhalten erforscht. 

## Geschichte des Begriffs
Der Ausdruck Psychobiologie wurde erstmals vom US-amerikanischen Psychologen Knight Dunlap (1875–1949) in seinem Buch An Outline of Psychobiology (1914) in seinem modernen Sinne verwendet. Dunlap war zudem Gründer und Chefredakteur der Fachzeitschrift Psychobiology. In der Ankündigung dieser Zeitschrift schreibt Dunlap, dass die Zeitschrift Forschungsergebnisse veröffentlichen wird „... die die Verbindung von mentalen und physiologischen Funktionen betreffen“. Die Zeitschrift wurde von 1917 bis 1920 zunächst unter diesem Namen publiziert und danach bis heute als Journal of Comparative Psychology fortgeführt.
Bis Ende der 1980er-Jahre wurde die Bezeichnung Psychobiologie im deutschen Sprachraum nur selten verwendet und galt als Synonym für eine (biologische) Verhaltensforschung, die sich von der sogenannten klassischen vergleichenden Verhaltensforschung (Ethologie) abgrenzen wollte. Außerhalb von Fachkreisen bekannt wurde die Bezeichnung insbesondere 1986/87 durch das von Klaus Immelmann geleitete Fernstudienprojekt Funkkolleg Psychobiologie: Verhalten bei Mensch und Tier.

## Zielsetzung
Zu den Forschungsthemen der Psychobiologie gehören die physiologischen Grundlagen des Verhaltens, also die Aufnahme von inneren und äußeren Reizen durch das Nervensystem (insbesondere im Hinblick auf die visuelle Wahrnehmung und die auditive Wahrnehmung), ferner das Denken,  Fühlen und die Gemütsbewegungen wie zum Beispiel Angst, Ekel, Ekstase und Verlegenheit. Andere Studienbereiche umfassen die physiologischen Grundlagen von motiviertem Verhalten, Lernen, Gedächtnis, Kognition und psychischen Störungen. „Berücksichtigt werden auch physische Faktoren, die sich direkt auf das Nervensystem auswirken, einschließlich Vererbung, Stoffwechsel, Hormone, Krankheiten, Medikamente und Ernährung.“
Allerdings sind die Schwerpunkte der Forschungsprojekte an den jeweiligen Hochschulen oft noch sehr uneinheitlich – einerseits primär im Gebiet der Psychologie (mit Seitenblick auf die Naturwissenschaften im Sinne einer biologischen Psychologie), andererseits primär im Gebiet der Biowissenschaften oder der Medizin (mit Seitenblick auf die Psychologie).

## Belege
1. ↑  Psychobiologische Modelle: Überblick. Auf: thieme.de, zuletzt abgerufen am 16. April 2022.
2. ↑  Knight Dunlap: An Outline of Psychobiology. Johns Hopkins Press, Baltimore 1914.
3. ↑  Donald A. Dewsbury: "Psychobiology." In: American Psychologist. Band 46, Nr. 3, 1991, ISSN 1935-990X, S. 198–205, doi:10.1037/0003-066X.46.3.198 (apa.org [abgerufen am 2. Oktober 2019] "...bearing on the interconnection of mental and physiological functions").
4. ↑  Eintrag Psychobiologie auf fondazioneneurone.it, zuletzt abgerufen am 16. April 2022.